# I Robinson - Una famiglia spaziale (videogioco)
I Robinson - Una famiglia spaziale (Disney's Meet the Robinsons) è un videogioco per Wii, GameCube, Game Boy Advance, Nintendo DS, PlayStation 2, PlayStation Portable, Xbox 360 e Microsoft Windows basato sul film della Disney del 2007 I Robinson - Una famiglia spaziale. Nel gioco, si può giocare nei panni di Wilbur Robinson, avere un arsenale di gadget personale e interagire con personaggi del film.

## Versione console e PC
La versione console e PC, disponibile su GameCube, PS2, Xbox, Wii, Xbox 360 e PC, permette di giocare nei panni di Wilbur Robinson in una trama che si potrebbe definire un prequel agli eventi del film.
Il gioco inizia con le disavventure di Wilbur attraverso il tempo, dopo un ritorno da una gita nell'antico Egitto. Con l'intenzione di andare in ulteriori avventure attraverso il tempo, Wilbur non si accorge che la seconda macchina del tempo viene rubata dall'Uomo con la bombetta. Non appena si accorge della fuga dell'uomo, Wilbur corre a prendere l'originale macchina del tempo nel laboratorio di suo padre Cornelio.
Dopo aver provocato un incidente nel tentativo di fermare l'Uomo con la bombetta presso la Fiera della scienza, Wilbur ritorna in un futuro alternativo, senza le Industrie Robinson ed in mezzo ad una guerra tra le Industrie Magma gestite dall'Imperatore Stanley e gli eserciti di formiche robot della Regina Lizzy.
In mezzo a tutto questo, le formiche di Lizzy rubano la macchina del tempo, ma Wilbur, anche se riesce a fermare i piani di Lizzy, perde di nuovo la macchina del tempo poiché gli viene rubata da alcune truppe di Stanley. Nell'infiltrazione nelle Industrie Magma, Wilbur ferma Prometeo (il custode dei robot), riesce a sconfiggere Stanley e si riprende la macchina del tempo.
Tuttavia, l'Uomo con la bombetta ha ancora la possibilità di cambiare il futuro e poco prima che Wilbur ritorni alla Fiera della scienza, il futuro viene di nuovo modificato da Doris. Il gioco si conclude con la distruzione di Mega Doris da parte di Wilbur e con il terzo ed ultimo viaggio nel tempo dove il ragazzo annulla il processo causato da Doris.
Il gioco comprende anche un minigioco chiamato Pallascossa (Charge Ball) simile a Pong, ma con pareti mobili e piastrelle da cancellare.

## Versione GBA
La versione del Game Boy Advance consente di giocare come Wilbur o come Lewis in una trama che prosegue da dove il film finisce e comporta una vista del gioco "top-down" che si differenzia dagli altri titoli del franchising.

## Versione DS
La versione del Nintendo DS è una versione semplificata della storia della console (prima c'è il livello delle formiche robot con Lizzy e dopo quello delle Industrie Magma con Stanley). In questa versione si possono sbloccare nuovi gadget attraverso le foto dei personaggi del film che sono sparse in alcuni punti strategici di ogni livello. A differenza della versione della console, la versione DS non comprende quasi alcun personaggio del film eccetto Wilbur, Carl, l'Uomo con la bombetta, Doris, Stanley, Lizzy e i robot.

### Nemici
La versione del Nintendo DS comprende vari robot nemici. Qui sotto viene riportato l'elenco completo.
La Regina delle Formiche: formica operaia, formica soldato, formica sentinella, formica guardiano.

Industrie Magma: Robosentinella, Frantumagma, Trasportamagma, Minitrivella, Trivellamagma.

La Vendetta delle Bombette: Mini-Doris, Biofrantumatore, Biotrasportatore, Biotrivellatore, Robosoldato, Roboguardiano.
Oltre ai nemici principali (Lizzy, Stanley e Mega Doris) nella modalità seleziona livello si può anche scegliere di lottare contro il T-Rex del film o contro il Mega Rex (un gigantesco T-Rex metallico che si può trovare solo a La Vendetta delle Bombette).

## Gadget
Le varie versioni comportano vari tipi di gadget. L'elenco qui sotto è stato preso dalla versione del Nintendo DS ma la maggior parte sono presenti anche nelle altre due versioni
Guanti: Guanto da pallascossa, Spaccaguanto, Diflettori di energia, Generatore di fulmini, Palla da Baseball (in realtà è un guanto da Baseball), Superguanti.
Pistole e Bazooka: Dissemblatore, Fermatempo, Lievitaraggio, Pistola polpettosa, Scudo elettrico.
Scarpe: Scarpe da Tennis Robinson, Saltascarpe, Scavascarpe.
Gadget per agilità: Medaglia d'attacco, Medaglia di difesa, Cerotto alla caffeina.
Altro: Scanner, Generatore di gelatina e burro di arachidi (il dispositivo compare anche nel film con il nome Generatore di burro di arachidi e marmellata), Vestito invisibile, Rovesciacorpo, Trasporta Carl.